# Mètre équivalent eau
En physique, le mètre équivalent eau (souvent abrégé m.w.e. ou mwe pour meter water equivalent en anglais) est une mesure standard d'atténuation des rayons cosmiques des laboratoires souterrains. Un laboratoire à une profondeur de 1 000 m équivalent eau est protégé des rayons cosmiques, équivalent à un laboratoire de 1 000 m au-dessous de la surface de l’eau. Du fait que les laboratoires à la même profondeur (en mètres) ont des niveaux de pénétration des rayons cosmiques qui peuvent grandement varier, le mètre équivalent eau est un moyen rapide et uniforme pour comparer les niveaux de rayons cosmiques dans les différents lieux souterrains.
L’atténuation des rayons cosmiques dépend de la densité du matériau du mort-terrain, de sorte que le mètre équivalent eau est défini comme le produit de la profondeur et de la densité (aussi connu comme une profondeur d’interaction). Parce que la densité de l’eau est de 1 g/cm3, 1 mètre d'eau donne une profondeur d'interaction de 1 hectogramme par centimètre carré (hg/cm2). Certaines publications utilisent le hg/cm2 au lieu du mètre équivalent eau, bien que les deux unités soient équivalentes.
Un autre facteur qui doit être pris en compte est la forme du mort-terrain. Tandis que certains laboratoires sont situés sous un terrain de surface plate, beaucoup sont situés dans des tunnels dans des montagnes. Ainsi, la distance à la surface dans des directions autres que tout droit est inférieur à ce qu’il serait en supposant une surface plane.

## Roche standard
En plus du mètre équivalent eau, la profondeur d'un laboratoire souterrain peut également être mesurée en mètre de roche standard. Une roche standard est définie par le nombre de masse A=22, le numéro atomique Z=11, et la densité de 2,65 g/cm3. Étant donné que la plupart des laboratoires sont sous terre, et non pas sous l’eau, la profondeur en roche standard est souvent plus près de la profondeur réelle du laboratoire.

## Laboratoires souterrains existants
Des laboratoires souterrains existent à des profondeurs allant de juste sous le niveau du sol à environ 6 000 m.w.e. au SNOLAB et 6 700 m.w.e. au laboratoire souterrain de Jinping (en) en Chine.